# Range Rover Velar
Range Rover Velar —  середньорозмірний кросовер британської компанії Land Rover.

## Опис

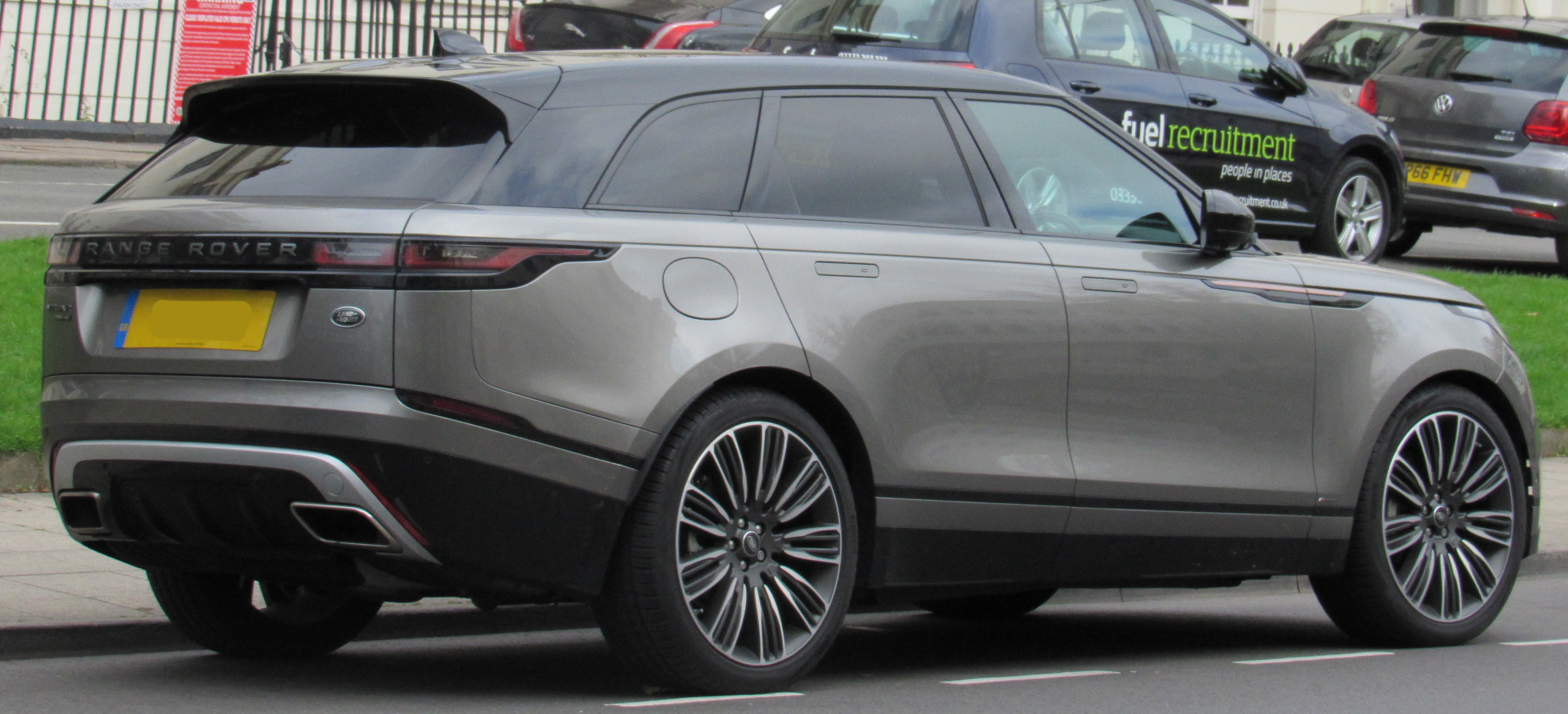
Range Rover Velar

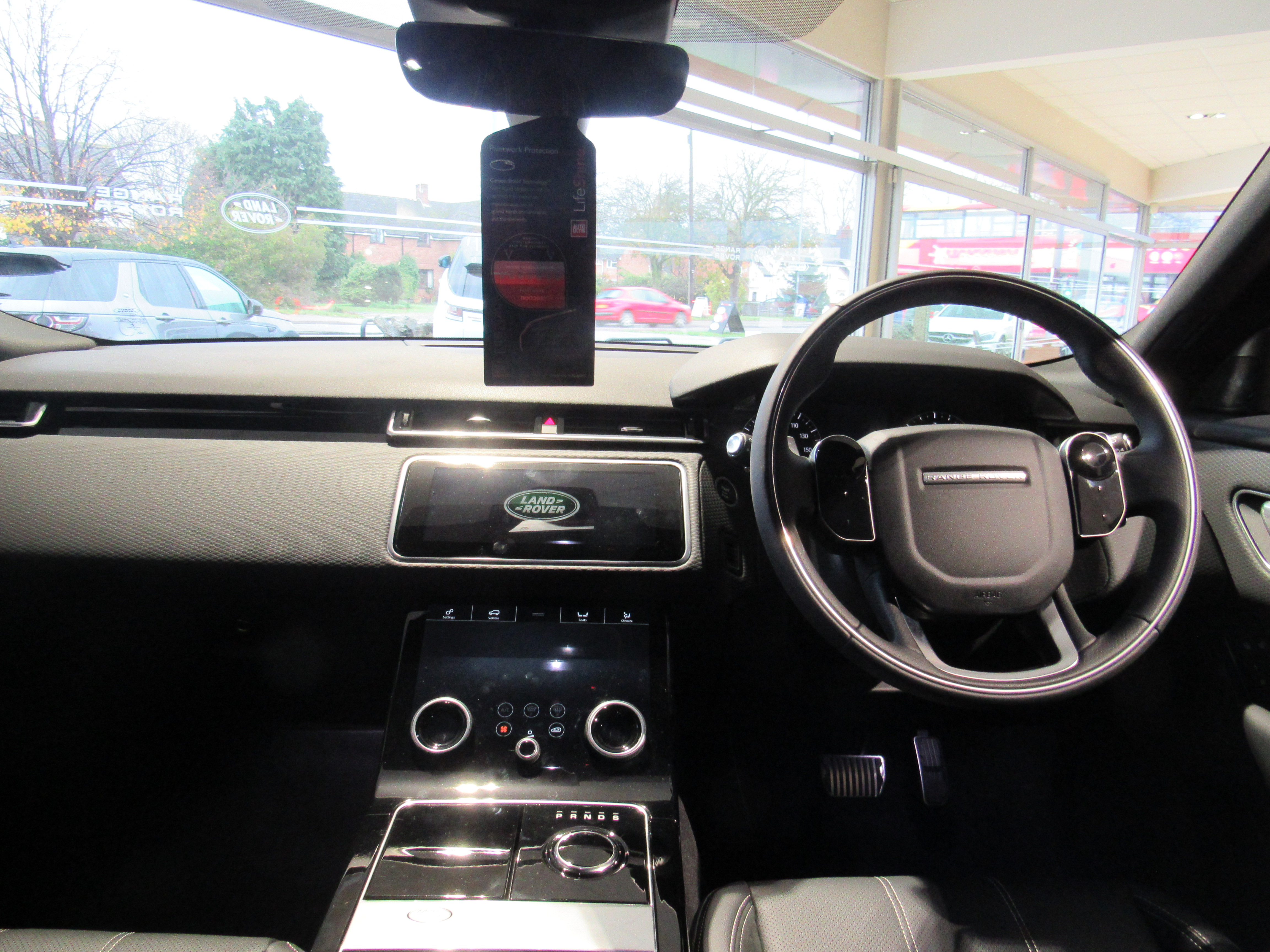
Салон

Четверта модель в лінійці Range Rover, вперше показаний в лютому 2017 року та дебютував на автосалоні в Женеві в березні 2017 року. На ринок модель надійшла влітку 2017 року.
Автомобіль створено на платформі Jaguar iQ[AI] (D7a) разом з Jaguar F-Pace, XF і XE. Модуль передньої підвіски з посиленим електромотором рульовим керуванням, подвійний моторний щит і більшість панелей підлоги взагалі у Jaguar F-Pace та Range Rover Velar однакові. Місце виробництва, британський Соліхалл. Привід у Веларі тільки повний, однак це не постійна схема, як у великих братів, а Intelligent Driveline Dynamics багатодисковою муфтою передньою віссю, що підключається, як у Ягуара. Понижувальної передачі немає.
Коефіцієнт аеродинамічного опору 0,32.
З базовою пружинною підвіскою Velar височить над дорогою на 213 мм, а з пневмопідвіскою - на 205 мм, а в максимальному положенні - 251 мм.
Глибина подоланого броду: 600 мм з пружинною підвіскою і 650 мм з пневматичної. За геометрією це теж не Land Rover Discovery: кут в'їзду замалим не 29 градусів, з'їзду - всього на півградуса більше. Кут рампи - 23,5 градуса.

## Технічні характеристики
Range Rover Velar 2020 року пропонується з чотирма варіантами моторів. В їх число входять 4-циліндровий двигун із турбонаддувом потужністю 250 к.с., V6 потужністю 340 і 380 к.с. і V8 потужністю 550 к.с. Кожен з'єднаний з АКПП із 8 швидкостями і повним приводом.
Стандартний чотирициліндровий двигун - кращий у цій лінійці. Його потужності достатньо для швидкого прискорення, і він корисний практично для будь-якої ситуації під час їзди. АКПП з 8 ступенями забезпечує плавні і своєчасні перемикання передач. Система зупинки і запуску двигуна досить різка, і відключити її дуже складно.
Velar, обладнаний 4-циліндровим двигуном, витрачає 7.6 л на 100 км в місті і 9.1 л на 100 км на шосе. Моделі з мотором V6 витрачають 7.8 л на 100 км їзди в місті і 9.5 л на 100 км на трасі. V8 витрачає 11,8 л на 100 км в комбінованому циклі.
У Range Rover Velar рульове управління швидке і легке. Velar добре входить у круті повороти. Авто має надійні гальма.
Рівень їзди і керованості Range Rover Velar 2020 року багато в чому залежить від розміру колеса. Цей позашляховик на 19-дюймових колесах спокійно їздить по дорожньому покриттю. Також доступні 21- і 22-дюймові колеса, але оснащений такими дисками Velar в прямому сенсі тремтить і труситься на нерівних дорогах - не рятує навіть пневматична підвіска. Колеса меншого діаметру забезпечують кращий баланс їзди та керованості.
Всі моделі Velar поставляються в стандартній комплектації з системою Land Rover Terrain Response, яка включає в себе різні режими контролю тяги для переміщення по камінню, бруду, снігу і піску. Додаткові кращі версії включають в себе блокування заднього диференціала, низькошвидкісну систему контролю накату і адаптивну пневматичну підвіску, яка збільшує дорожній просвіт Velar майже до 25 см.
Velar може буксирувати до 2400 кг при оснащенні чотирициліндровим двигуном і спеціальним пакетом. Моделі з двигунами V6 і V8 розраховані на буксування до 2500 кг.

## Рестайлінг

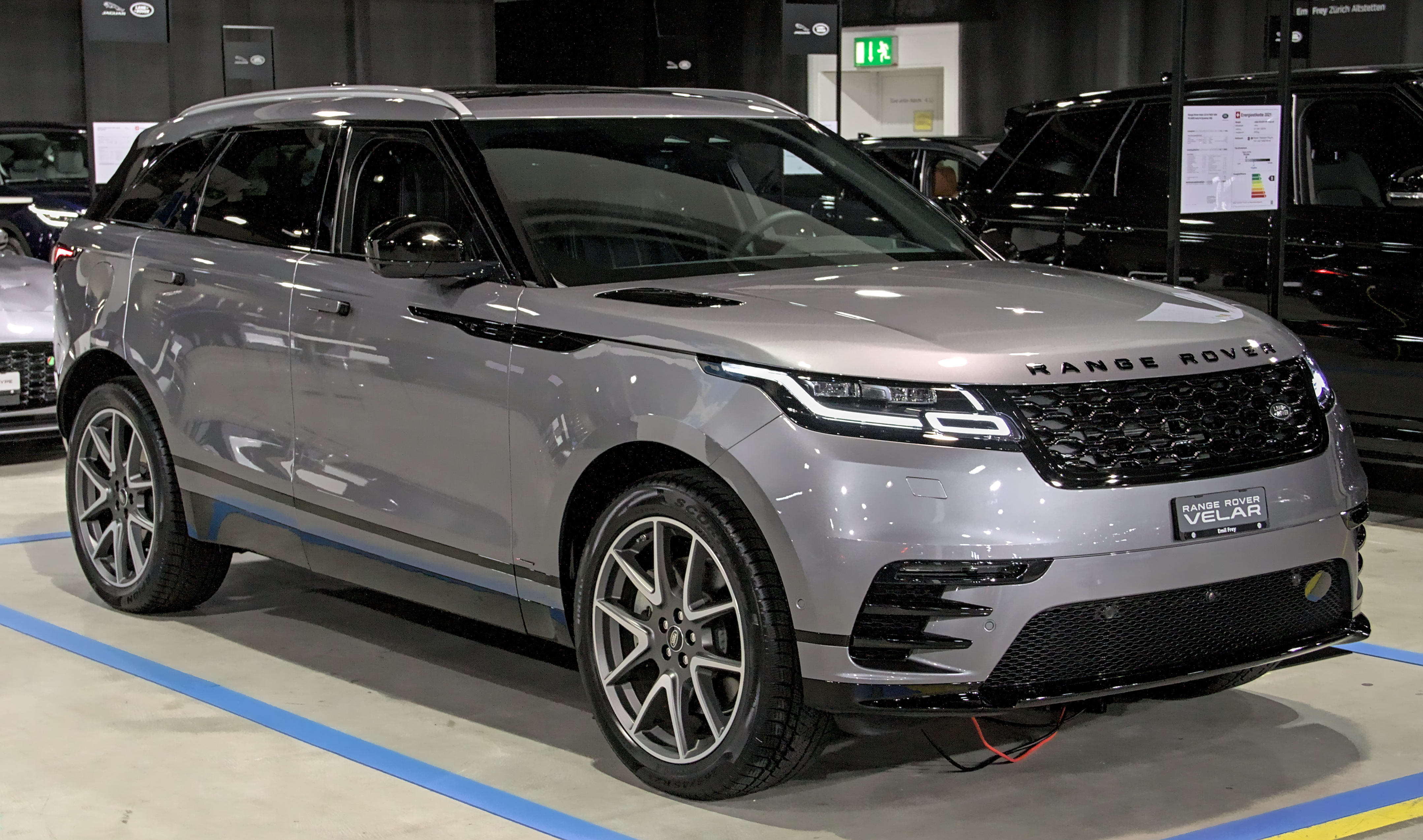
Range Rover Velar (з 2020)

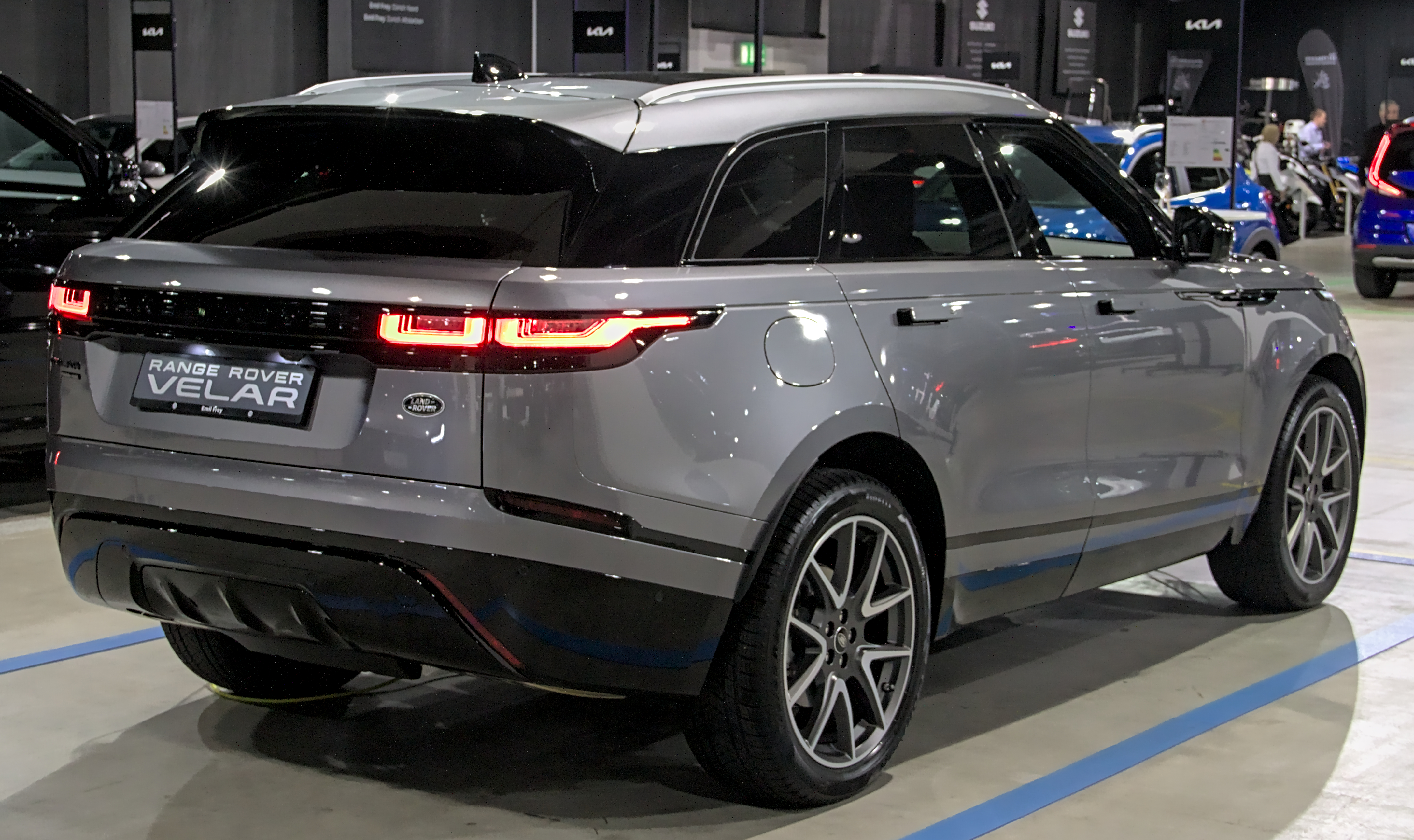
Range Rover Velar (з 2020)

Восени 2020 року компанія Range Rover представила оновлену версію Velar, додавши кросоверу більше технологій в оснащення та гібридну модифікацію P400e, що поєднює 2,0-літровий чотирьохциліндровий двигун, електротвигун потужністю 105 кВт та літій-іонну батарею ємністю 17,1 кВтч.
Оновлення Velar 2021 року стосується системи мультимедіа. Інформаційно-розважальна система отримала зручний інтерфейс Pivi Pro. 
Об'єм багажника Range Rover Velar складає 875 літрів.
У 2024 році Range Rover Velar отримав оновлення зовнішнього вигляду та мультимедійних технологій. Тепер позашляховик працює з інформаційно-розважальною системою Pivi Pro7.

## Двигуни
Бензинові:
- Р4 2.0 л Ingenium 250 к.с. (365 Нм)
- Р4 2.0 л Ingenium 300 к.с. (400 Нм)
- V6 3.0 л AJ-V6 380 к.с. (450 Нм)
- V8 5.0 л AJ133 550 к.с. (680 Нм)

Дизельні:
- Р4 2.0 л Ingenium 180 к.с. (430 Нм)
- Р4 2.0 л Ingenium 240 к.с. (500 Нм)
- V6 3.0 л AJD-V6 300 к.с. (700 Нм)